# 北山孝雄
北山 孝雄（きたやま たかお、1941年（昭和16年） - ）は、日本の都市計画家, 商業コンサルタント、デザイナー。
プロデューサー。
全国各地でまちづくりをプロデュースする、どんな生活を実現したいのかを発想の原点に、人を軸にしたまちづくり、くらしづくりを手掛ける株式会社北山創造研究所代表。大阪生まれ。
K.I.T.虎ノ門大学院イノベーションマネジメント研究科客員講師。また和歌山県わかやまアドバイザー会議委員、横浜市文化芸術・観光振興による都心部活性化検討委員会委員をはじめ、商業都市コンサルタントや商品デザイン、全国各地において公共プロジェクトにも携わる。

## 人物
安藤忠雄は双子の兄。安藤がプロボクサーになったのは一足早くプロボクサーになっていた北山の影響である。北山孝二郎は弟。北山家は5兄弟であるが、安藤忠雄だけは母方の祖父母と養子縁組したため氏が異なる。
日本の公共空間や商業空間のデザインを数多く手掛ける。

## 代表的プロジェクト
- 1968年, LEMON GASUIのロゴデザイン
- 金森赤レンガ倉庫 函館西波止場
- サンストリート亀戸
- 海老名ビナウォーク
- アスナル金山
- 三井越後屋ステーション
- 横浜ベイクォーター

- ニホンバシ イチノイチノイチ

- 東急ハンズ TRUCK MARKET

- 草津温泉 湯畑周辺開発事業「御座之湯」「湯路広場」「熱乃湯」および「湯畑・西の河原ライトアップ」 プロデュース

- 両国駅広小路（東京都墨田区）
- ココラフロント/ホテルアークリッシュ豊橋 豊橋駅前都市再開発プロジェクトのプロデュース
- BLOCK 30
- エスパス タグ ホイヤー
- Shibuya O-EAST（渋谷オーイースト）

## 著書
- 1994年 『まちづくりの知恵と作法』（日本経済新聞社）
- 1995年 『大阪実感思考』（史輝出版）
- 1996年 『北山孝雄の実践・生活プロデュース　楽・集・遊・饗・働・住を創造する』（日経BP社）
- 1997年 『大阪人・北山孝雄の24時間』（東京ソルボンヌ塾）
- 1999年 『発想の原点　プロジェクトビジネスの創造』（六耀社）
- 2000年 『街の記憶』（六耀社）
- 2003年 『24365東』（集英社インターナショナル）
- 2005年 『このまちにくらしたい　うずるまち』（産経新聞出版）
- 2012年 『寄り添う　銀座「クラブ麻衣子」四十年の証』（講談社ビジネスパートナーズ、共著）
- 2013年 『北山創造研究所のあの手この手』（北山創造研究所）
- 2014年 『インテリアデザインの半世紀　戦後日本のインテリアデザインはいかに生まれどう発展したのか?』（六耀社、共著）

## 賞歴
- 2007年 - 毎日デザイン賞[3]